# William Rivier
William (Jules) Rivier (? - ?) fou un jugador d'escacs suís.

## Resultats destacats en competició
Va jugar, representant Suïssa, a la II Olimpíada d'escacs a La Haia, 1928, on hi feu una excel·lent actuació amb (+5 –1 =5) (68,2% dels punts), 7½ punts d'11 partides, i va quedar en sisena posició per puntuació en el primer tauler. També va participar en la IV Olimpíada d'escacs a Praga, 1931.
En torneigs, va empatar als llocs 9è-12è a Berna 1932 (campió: Aleksandr Alekhin).